# Речная минога
Речная минога, или невская минога (лат. Lampetra fluviatilis), — вид хищных бесчелюстных семейства миноговых.

## Внешний вид и морфология
Хищная минога имеет анадромные и жилые популяции. Отличается от близкого вида ручьевой миноги Lampetra planeri прежде всего более крупными размерами тела и острыми зубами (тупые во время нереста), более мелкой икрой и тем, что кишечник у взрослых особей функционирует[уточнить]. По краям верхнечелюстной пластинки по 1 зубу, на нижнечелюстной обычно 7 зубов. Верхние губные зубы числом от 4 до 13 разбросаны в беспорядке. Внутренних губных зубов 3, из них верхний и нижний двураздельны, средний трёхразделен. Наружных боковых зубов нет. К моменту нереста спинные плавники делаются выше и соприкасаются, у самок появляется анальный плавник, у самцов — урогенитальная папилла. Ходовые миноги имеют металлический бронзовый цвет, в реке они делаются матовыми и тёмно-синими.

### Пескоройки
Пескоройки (личинки миноги) живут в реках и речках до 4—6 лет, достигая 8—15 см длины. Мигрирующие на нерест особи имеют максимальную длину 48 см и массу 150 г, жилые формы крупных озёр — 33 см и мелкая форма — 25 см.

## Систематика
Подвидов нет. Известны крупная и мелкая формы, а также сезонные расы из бассейна Невы. Жилые формы миноги из рек Финского залива, а также из Ладожского и Онежского озёр, которые встречаются симпатрично с Lampetra fluviatilis, были описаны как самостоятельные формы Lampetra fluviatilis forma praecox (Берг, 1948) и Lampetra fluviatilis forma ladogensis. Не совсем ясны её взаимоотношения с Lampetra planeri, с которой она очень близка по составу белков и количеству ядерной ДНК (41,3 % от человеческой, или 2,5 пг). Раньше речную и ручьевую миногу рассматривали как отдельные расы одного вида[уточнить]. Кариотип: 2n = 164. В России имеется пополняемая зафиксированная коллекция миног в ИПЭЭ РАН им. А. Н. Северцова.

## Образ жизни и питание
Хищная минога с анадромными и жилыми формами. Предпочитает крупные реки.
Личинки (пескоройки) живут как на основном русле, так и у берегов на заиленных участках, но иногда и среди зарослей макрофитов, ведут скрытый образ жизни, зарываются в грунт. Они питаются детритом, диатомовыми и другими мелкими водорослями, но могут потреблять также мелких червей и ракообразных, что нетипично для миног.

### Взрослая минога
Взрослая минога откармливается в эстуариях рек или около морского побережья, сопровождая стаи сельди, шпрота, трески, её жертвами могут быть лосось, скумбрия, корюшка. Причём по типу питания это не только паразит, питающийся кровью рыб, но и паразит с задатками хищника, так как в пищеварительном тракте миноги найдены фрагменты мышц, кости, чешуя, кишечник, гонады и сердце видов-жертв (сельдь, шпрот, корюшка). В реке проходная минога не питается, кишечник дегенерирует. Жилые формы в озёрах присасываются к ряпушке, сигу, кумже, плотве.

## Размножение
Мелкая форма становится половозрелой при длине 18—25 см, как исключение при 12,5 см и стадия пескоройки длится всего 2—3 года.
Подъём миноги в реки бывает весной и осенью, некоторые особи мигрируют даже зимой. Миграции миноги в реке бывает в ночное время; у них отчётливо выражена отрицательная реакция на свет, поэтому интенсивность хода зависит от фазы луны.
В реке происходят заметные как внешние, так и внутренние изменения: созревает икра и молоки, кишечник дегенерирует и превращается в тонкий тяж, зубы становятся тупыми, увеличиваются спинные плавники и сокращается просвет между ними.
У самок увеличивается спинной плавник, у самцов появляется половой сосочек.
Уменьшается не только масса миног, но и их длина.
Нерест происходит в мае—июне, чаще при температуре воды 10—14 °С, на каменистых перекатах.
Самец строит гнездо, самка откладывает икру. Нерест чаще групповой, с одной самкой нерестует до 6 самцов, обычно в одно гнездо откладывают икру более 2 особей.
Невская минога имеет плодовитость от 4000 до 40000, жилая ладожская — 10000—16000, а мелкая форма — 650—10000 икринок.
Икра овальной формы, размером около 1 мм, её объём увеличивается перед нерестом и после оплодотворения.
Вскоре после нереста производители погибают.
Период инкубации икры длится 13—15 дней при температуре 13—14 °С и 11—13 дней при 15,5—17,5 °С.
Личинки при выходе из икры имеют длину 4 мм, они остаются в гнезде 4—5 дней, после чего скатываются вниз по течению, зарываются в ил и начинают активно питаться детритом и диатомовыми водорослями.
Личиночная стадия длится 4—5 лет.
Часто наблюдали, как в гнёздах речной миноги нерестится и ручьевая минога (Lampetra planeri).

## Хозяйственное значение
Речная минога — ценный пищевой продукт с высокими питательными и вкусовыми качествами. 
Важный промысловый вид, особенно в России, Финляндии, Швеции, Эстонии, Латвии.
Английский пирог с миногами имеет богатую историю и до сих пор подаётся монархам в церемониальных целях.
Жареная и маринованная минога пользуется большим спросом в странах Балтии. Ежегодно в Балтийском море вылавливают около 250 тонн миноги, из них от 70 до 170 тонн — в Латвии. Царникавская минога национальный деликатес, PDO Латвии. Раньше, в 1930-е годы, уловы в России достигали 70—80 т, в 1960-е — 21,4 т или 1,2 млн экз.

## Распространение

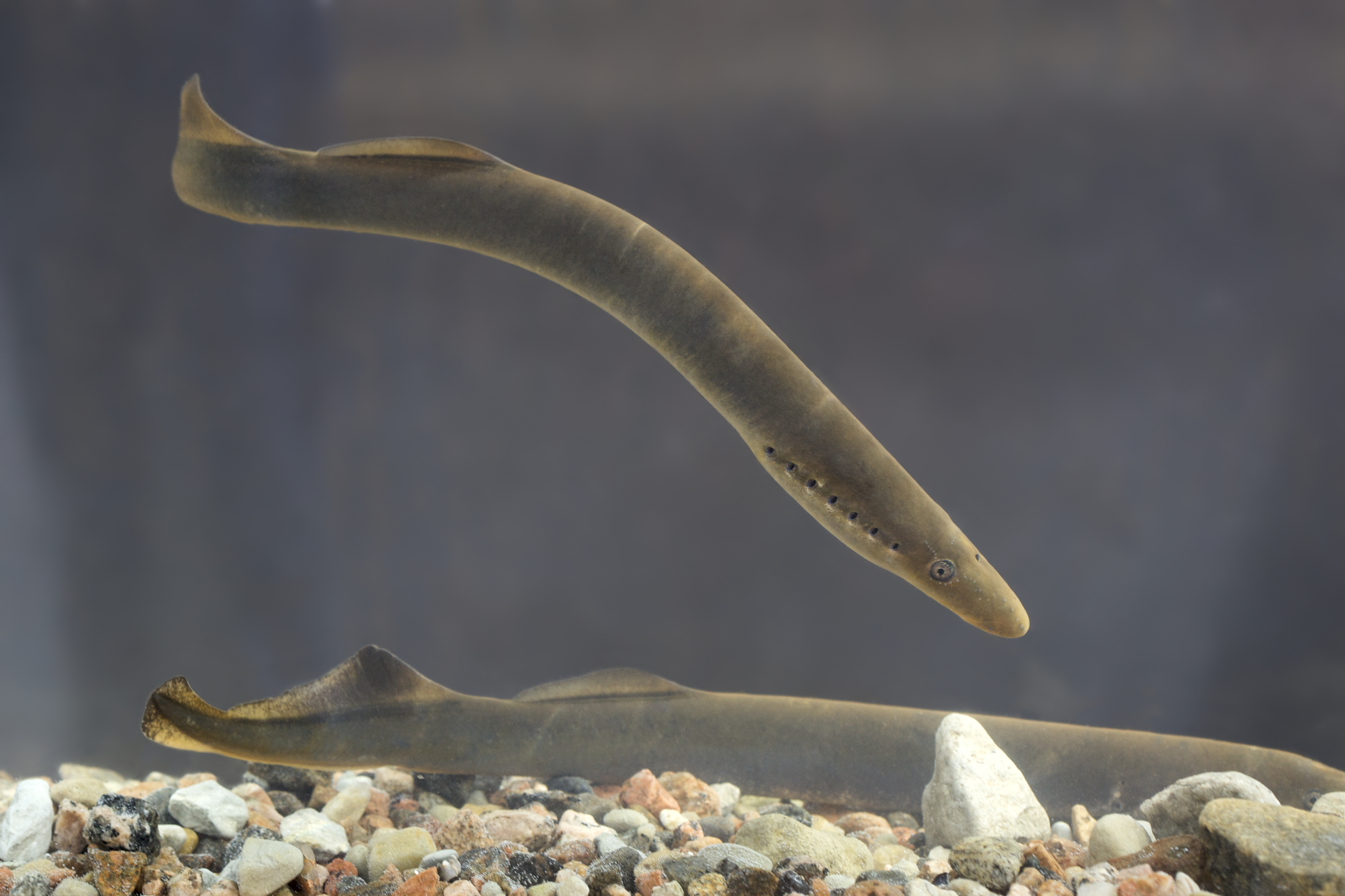
Речные миноги в реке Пирита

Бассейны рек Северного и Балтийского морей от Франции и Англии до Швеции, Финляндии Отдельные популяции вне основного ареала имеются в Италии.
В России входит на нерест в реки Карелии, Калининградской области и Финского залива (Нева, Нарва, Луга), известна из бассейнов Ладожского и Онежского озёр. Возможно, в Ладожском и Онежском озёрах имеется жилая форма миноги, которая живёт на глубинах 50—100 м. В июле 2012 года была замечена в реке Воронеж в больших количествах, минога в реке Воронеж в районе города Липецк обитала уже в большом количестве в 1990-е годы. В 1980-е годы присутствовала в среднем течении реки Вороны, притоке Хопра. Также миноги обитают в некоторых реках Камчатки и Приморского края.